# Малоглумчанка
Малоглумча́нка — село в Україні, у Звягельському районі Житомирської області. Населення становить 139 осіб.

## Історія
Колишня назва Хутір Глумецький.
У 1906 році село Емільчинської волості Новоград-Волинського повіту Волинської губернії. Відстань від повітового міста 59 верст, від волості 21. Дворів 47, мешканців 293.